# Parochis acanthus
Parochis acanthus är en plattmaskart. Parochis acanthus ingår i släktet Parochis och familjen Philophthalmidae. Inga underarter finns listade i Catalogue of Life.